# Ark Storm
Ark Storm（アーク・ストーム）は、太田カツ、長井一郎、Yuhkiの3人で構成される2001年に結成された日本のヘヴィメタルバンドで、キングレコード・NEXUS LABELに所属。2018年「VOYAGE OF THE RAGE」はマーク・ボールズをゲストボーカルに迎えて制作された。

## 現在のメンバー
- 太田カツ - ギター
- 長井一郎 - ドラム
- Yuhki - キーボード

## 元メンバー
- 佐々井康雄、今西洋明、五十嵐久勝 - ボーカル
- 松本拓郎、瀧田イサム、山田ミチロー - ベース
- 下田武男 - ドラム

## ディスコグラフィ

### アルバム
| 枚  | 発売日        | タイトル                    | 規格品番  |
| --- | ------------- | --------------------------- | --------- |
| 1st | 2002年5月22日 | No Boundaries               | KICS-953  |
| 2nd | 2002年8月27日 | Beginning Of The New Legend | KICS-1025 |
| 3rd | 2004年9月23日 | THE EVERLASTING WHEEL       | KICS-1113 |
| 4th | 2018年2月14日 | VOYAGE OF THE RAGE          | KICS-3672 |